# Politique politicienne
Le terme de politique politicienne est utilisé pour désigner l'activité politique de manière péjorative. Il désigne généralement les manœuvres d’un parti politique ou d'une personnalité politique qui placent leurs intérêts et leurs ambitions personnelles avant les objectifs politiques qu’ils défendent devant leurs mandants et au détriment des enjeux du moment et de l’intérêt public.

## Concept
La politique politicienne désigne des comportements qui favorisent le pouvoir personnel sur les idées. Le terme a été utilisé pour critiquer l'hypocrisie. Le politologue François Dieu la définit comme « le jeu des partis politiques, les bavardages, la démagogie et la corruption ». L'expression rend ainsi compte de comportements considérés comme indignes en politique. Péjoratif, il s'agit d'une qualification dévalorisante de la vie politique.
Le terme est parfois utilisé pour désigner les accords ou déchirements au sein des partis politiques ; il est alors synonyme de « tambouille interne ».

## Histoire
La politique politicienne est déjà condamnée par Victor Hugo dans les années 1830. 
Le terme aurait été popularisé par Valéry Giscard d'Estaing.